# Dorfkirche Nischwitz

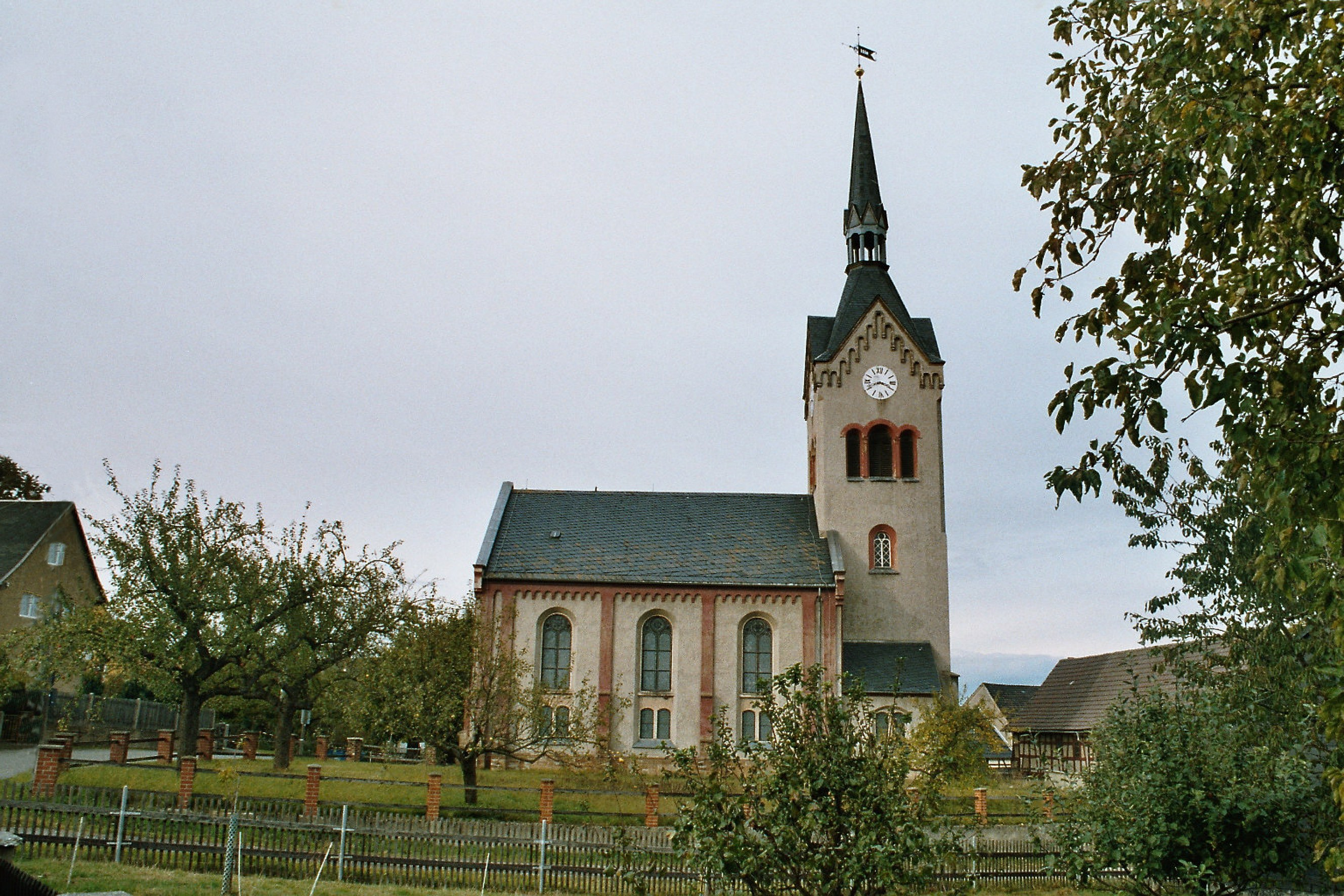
Dorfkirche Nischwitz

Die evangelisch-lutherische Dorfkirche Nischwitz steht im Ortsteil Nischwitz der Gemeinde Jonaswalde im Landkreis Altenburger Land in Thüringen. Sie gehört zum Evangelisch-Lutherischen Kirchspiel Thonhausen im Kirchenkreis Altenburger Land der Evangelischen Kirche in Mitteldeutschland.

## Geschichte
Bischof Johann von Salhausen veranlasste, dass aus Bestandteilen einer älteren Kirche die Dorfkirche 1512 erbaut wurde. Diese Kirche wurde durch Verwüstungen, Plünderungen und Pest im Dreißigjährigen Krieg aufgegeben. Erst 1667 wurde der Altarraum neu gestaltet und mit einem zweifenstrigen Spitzgiebel abgeschlossen.
Nach 1870 wurde das die Kirche neubyzantinisch ausgestaltet. Decke und Teile der Fenstergewände zeugen noch davon. Der Kirchturm wurde 1896 abgeputzt. Am 23. Mai 1902 brannte durch Blitzschlag die Turmspitze ab. Ein Jahr später stiftete der Kirchenpatron einen eisernen Ofen. Gänge und Altarplatz flieste man neu.
Ab 1965 wurde die Kirche wegen Bauschäden ein drittes Mal aufgegeben und zeitweise als Lager genutzt. Nach umfassender Renovierung konnte sie am 2. Advent 2001 wieder eröffnet werden. Sie wird von Ostern bis Weihnachten als Gottesdienststätte genutzt.